# برايتويل باندا
برايتويل باندا (بالإنجليزية: Brightwell Banda)‏ هو مدرب كرة قدم ولاعب كرة قدم زامبي، ولد في 22 سبتمبر 1946 في زامبيا. لعب مع غرين بافالوز.